# N-甲基羟胺
N-甲基羟胺，有时简称甲基羟胺是一种羟胺的衍生物，在氨基中有一个氢原子被替换成甲基。它是O-甲基羟胺和氨基甲醇的异构体。除非以盐酸盐存放，N-甲基羟胺会放热（-63 kJ/mol）分解成甲烷和次硝酸。
该化合物可以以盐酸盐商购获得。它可以通过使用铜阳极和石墨阴极在盐酸中电化学还原硝基甲烷而成。

## 扩展阅读
- Sigma-Aldrich N-methylhydroxylamine hydrochloride